# Denis Zakharov
Denis Olegovich Zakharov (tiếng Nga: Денис Олегович Захаров; sinh ngày 27 tháng 8 năm 1993) là một hậu vệ bóng đá người Nga. Anh thi đấu cho SFC CRFSO Smolensk.

## Sự nghiệp câu lạc bộ
Anh có màn ra mắt tại Russian Second Division cho FC Dnepr Smolensk vào ngày 23 tháng 4 năm 2013 trong trận đấu với FC Rus Sankt Peterburg.